# Division 1 i amerikansk fotboll för herrar 2018
Division 1 är den näst högsta serien i amerikansk fotboll för herrar i Sverige 2018. Serien består av 21 lag uppdelade i tre grupper. Vinst ger 2 poäng, oavgjort 1 poäng och förlust 0 poäng.

## Serieindelning
Serieindelning 2018:
S = Spelade matcher; V = Vunna matcher; O = Oavgjorda matcher; F = Förlorade matcher

GP = Gjorda poäng; IP = Insläppta poäng; P = Poäng
Färgkoder:
     – Kvartsfinal
     – Wildcard

### Östra
Lagen möttes i enkelmöten.
| Nr | Lag                  | S | V | O | F | GP  | IP  | PS   | P  |
| -- | -------------------- | - | - | - | - | --- | --- | ---- | -- |
| 1  | Tyresö Royal Crowns  | 5 | 5 | 0 | 0 | 269 | 71  | +198 | 10 |
| 2  | STU Northside Bulls  | 5 | 4 | 0 | 1 | 252 | 78  | +174 | 8  |
| 3  | Djurgårdens IF       | 5 | 3 | 0 | 2 | 157 | 142 | +15  | 6  |
| 4  | Arlanda Jets         | 5 | 2 | 0 | 3 | 146 | 154 | −8   | 4  |
| 5  | Upplands-Bro Broncos | 5 | 1 | 0 | 4 | 116 | 195 | −79  | 2  |
| 6  | Telge Truckers       | 5 | 0 | 0 | 5 | 6   | 306 | −300 | 0  |
| 7  | Luleå Eskimos        | 0 | 0 | 0 | 0 | 0   | 0   | 0    | 0  |

| Hemma \ Borta        | AJ    | DIF   | STU   | TT   | TRC   | UBB   |
| Arlanda Jets         | —     | —     | 14-34 | —    | —     | 41-26 |
| Djurgårdens IF       | 34-25 | —     | —     | 59-0 | —     | 46-20 |
| STU Northside Bulls  | —     | 48-6  | —     | —    | 41-49 | —     |
| Telge Truckers       | 0-54  | —     | 0-77  | —    | 0-61  | —     |
| Tyresö Royal Crowns  | 60-12 | 49-12 | —     | —    | —     | —     |
| Upplands-Bro Broncos | —     | —     | 9-52  | 55-6 | 6-50  | —     |

### Västra
Lagen möttes i enkelmöten.
| Nr | Lag                    | S | V | O | F | GP  | IP  | PS   | P  |
| -- | ---------------------- | - | - | - | - | --- | --- | ---- | -- |
| 1  | Karlskoga Wolves       | 6 | 6 | 0 | 0 | 254 | 50  | +204 | 12 |
| 2  | Borås Rhinos           | 6 | 5 | 0 | 1 | 180 | 42  | +138 | 10 |
| 3  | Carlstad Crusaders B   | 6 | 4 | 0 | 2 | 146 | 107 | +39  | 8  |
| 4  | Västerås Roedeers      | 6 | 2 | 0 | 4 | 43  | 111 | −68  | 4  |
| 5  | Skövde Dukes           | 6 | 2 | 0 | 4 | 90  | 119 | −29  | 4  |
| 6  | Örebro Black Knights B | 6 | 1 | 0 | 5 | 38  | 182 | −144 | 2  |
| 7  | Norrköping Panthers    | 6 | 1 | 0 | 5 | 44  | 184 | −140 | 2  |

| Hemma \ Borta          | BR    | CCB  | KW    | NP   | SD    | VR   | ÖBKB |
| Borås Rhinos           | —     | 41-0 | —     | 51-0 | 18-0  | —    | —    |
| Carlstad Crusaders B   | —     | —    | 16-47 | 44-0 | 36-13 | —    | —    |
| Karlskoga Wolves       | 34-20 | —    | —     | 36-6 | —     | —    | 42-0 |
| Norrköping Panthers    | —     | —    | —     | —    | 6-41  | 26-0 | 6-12 |
| Skövde Dukes           | —     | —    | 6-46  | —    | —     | 0-7  | 30-6 |
| Västerås Roedeers      | 0-6   | 0-24 | 2-49  | —    | —     | —    | —    |
| Örebro Black Knights B | 8-44  | 6-26 | —     | —    | —     | 6-34 | —    |

### Södra
Lagen möttes i enkelmöten.
| Nr | Lag                    | S | V | O | F | GP  | IP  | PS   | P  |
| -- | ---------------------- | - | - | - | - | --- | --- | ---- | -- |
| 1  | Jönköping Spartans     | 6 | 5 | 0 | 1 | 124 | 81  | +43  | 10 |
| 2  | Ekeby Greys            | 6 | 5 | 0 | 1 | 198 | 108 | +90  | 10 |
| 3  | Kristianstad Predators | 6 | 4 | 0 | 2 | 161 | 73  | +88  | 8  |
| 4  | Limhamn Griffins       | 6 | 4 | 0 | 2 | 230 | 68  | +162 | 8  |
| 5  | Ystad Rockets          | 6 | 2 | 0 | 4 | 125 | 119 | +6   | 4  |
| 6  | Halmstad Eagles        | 6 | 1 | 0 | 5 | 72  | 201 | −129 | 2  |
| 7  | S:t Staffan Saviours   | 6 | 0 | 0 | 6 | 6   | 266 | −260 | 0  |

| Hemma \ Borta          | EG    | HE    | JS   | KP    | LG    | SS   | YR    |
| Ekeby Greys            | —     | 46-12 | —    | 22-13 | 35-34 | —    | —     |
| Halmstad Eagles        | —     | —     | 6-34 | 12-44 | 0-50  | —    | —     |
| Jönköping Spartans     | 13-6  | —     | —    | 26-14 | —     | —    | 25-13 |
| Kristianstad Predators | —     | —     | —    | —     | 27-13 | 49-0 | 14-0  |
| Limhamn Griffins       | —     | —     | 42-0 | —     | —     | 51-0 | 40-6  |
| S:t Staffan Saviours   | 6-55  | 0-36  | 0-26 | —     | —     | —    | —     |
| Ystad Rockets          | 30-34 | 27-6  | —    | —     | —     | 49-0 | —     |

## Slutspel
Slutspelet spelas med utslagsmatcher där de lag som kvalificerat sig rankas efter resultatet i grundserien. De tre segrarna samt den bästa tvåan står över första omgången.

Rankingen baseras på:

1. Serieplacering

2. Vinstprocent

3. Poängskillnad

### Ranking
|            | 1:a plats           | 2:a plats           | 3:e plats              | 4:e plats         |
| ---------- | ------------------- | ------------------- | ---------------------- | ----------------- |
| Rankad 1:a | Karlskoga Wolves    | Borås Rhinos        | Kristianstad Predators | Limhamn Griffins  |
| Rankad 2:a | Tyresö Royal Crowns | Ekeby Greys         | Carlstad Crusaders B   | Arlanda Jets      |
| Rankad 3:e | Jönköping Spartans  | STU Northside Bulls | Djurgårdens IF         | Västerås Roedeers |

### Wild Card
|       | 18 augusti 2018 | Ekeby Greys | 54–0 | Västerås Roedeers | Ekeby Skola |  |
| 12.00 |                 |             |      |                   |             |  |
|       |                 |             |      |                   |             |  |
|       |                 |             |      |                   |             |  |

|       | 18 augusti 2018 | STU Northside Bulls | 35–20   | Arlanda Jets | Bergshamra Arena |  |
| 15.00 | 15.00           |                     | (21–14) |              |                  |  |
| 15.00 | 15.00           |                     |         |              |                  |  |
| 15.00 | 15.00           |                     |         |              |                  |  |

|       | 19 augusti 2018 | Kristianstad Predators | 7–45   | Limhamn Griffins | Kristianstads IP |  |
| 15.00 | 15.00           |                        | (0–34) |                  |                  |  |
| 15.00 | 15.00           |                        |        |                  |                  |  |
| 15.00 | 15.00           |                        |        |                  |                  |  |

|       | 18 augusti 2018 | Carlstad Crusaders B | 6–7   | Djurgårdens IF | Regementets IP |  |
| 11.00 | 11.00           |                      | (0–0) |                |                |  |
| 11.00 | 11.00           |                      |       |                |                |  |
| 11.00 | 11.00           |                      |       |                |                |  |

### Kvartsfinal
|       | 25 augusti 2018 | Karlskoga Wolves | 29–28  | Limhamn Griffins | Nobelstadion |             |
| 15.00 | 15.00           |                  | (22–6) |                  | Publik: 300  | Publik: 300 |
| 15.00 | 15.00           |                  |        |                  | Publik: 300  | Publik: 300 |
| 15.00 | 15.00           |                  |        |                  | Publik: 300  | Publik: 300 |

|       | 25 augusti 2018 | Tyresö Royal Crowns | 42–26   | Djurgårdens IF | Tyresövallen |  |
| 18.00 | 18.00           |                     | (21–12) |                |              |  |
| 18.00 | 18.00           |                     |         |                |              |  |
| 18.00 | 18.00           |                     |         |                |              |  |

|       | 25 augusti 2018 | Jönköping Spartans | 7–13  | STU Northside Bulls | Rosenlunds IP |  |
| 16.00 | 16.00           |                    | (7–7) |                     |               |  |
| 16.00 | 16.00           |                    |       |                     |               |  |
| 16.00 | 16.00           |                    |       |                     |               |  |

|       | 25 augusti 2018 | Borås Rhinos | 13–38   | Ekeby Greys | Sjöbovallen |  |
| 13.00 | 13.00           |              | (13–30) |             |             |  |
| 13.00 | 13.00           |              |         |             |             |  |
| 13.00 | 13.00           |              |         |             |             |  |

### Semifinal
|       | 2 september 2018 | Karlskoga Wolves | 40–14  | STU Northside Bulls | Nobelstadion |             |
| 15.10 | 15.10            |                  | (14–7) |                     | Publik: 427  | Publik: 427 |
| 15.10 | 15.10            |                  |        |                     | Publik: 427  | Publik: 427 |
| 15.10 | 15.10            |                  |        |                     | Publik: 427  | Publik: 427 |

|       | 2 september 2018 | Tyresö Royal Crowns | 36–28   | Ekeby Greys | Tyresövallen |  |
| 18.00 | 18.00            |                     | (15–16) |             |              |  |
| 18.00 | 18.00            |                     |         |             |              |  |
| 18.00 | 18.00            |                     |         |             |              |  |

### Final
|       | 8 september 2018 | Karlskoga Wolves | 28–64             | Tyresö Royal Crowns | Arosvallen                       |                                  |
| 15.00 | 15.00            |                  | (12–28) Statistik |                     | Publik: 334 Domare: Theo Mandoki | Publik: 334 Domare: Theo Mandoki |
| 15.00 | 15.00            |                  |                   |                     | Publik: 334 Domare: Theo Mandoki | Publik: 334 Domare: Theo Mandoki |
| 15.00 | 15.00            |                  |                   |                     | Publik: 334 Domare: Theo Mandoki | Publik: 334 Domare: Theo Mandoki |